# Roller Bassano 2018-2019
Questa voce raccoglie le informazioni riguardanti il Roller Bassano nelle competizioni ufficiali della stagione 2018-2019.

## Organico

### Giocatori
Rosa e numerazione, tratte dal sito internet ufficiale della Federazione Italiana Sport Rotellistici, aggiornate alla stagione 2018-2019.
| N° | Naz.              | Ruolo | Sportivo           |  |  |  |
| -- | ----------------- | ----- | ------------------ |  |  |  |
| 3  | Italia (bandiera) | E     | Edoardo Pelva      |  |  |  |
| 4  | Italia (bandiera) | E     | Mattia Tottene     |  |  |  |
| 6  | Italia (bandiera) | E     | Alessandro Toniolo |  |  |  |
| 8  | Italia (bandiera) | E     | Mattia Serraiotto  |  |  |  |
| 9  | Italia (bandiera) | E     | Andrea Marangoni   |  |  |  |
| 10 | Italia (bandiera) | P     | Ermanno Cognonato  |  |  |  |
| 18 | Italia (bandiera) | P     | Nicola Comin       |  |  |  |
| 33 | Italia (bandiera) | E     | Pietro Zen         |  |  |  |
| 74 | Italia (bandiera) | E     | Alberto Fraccaro   |  |  |  |
| 89 | Italia (bandiera) | E     | Davide Bergamin    |  |  |  |

### Staff tecnico
- Allenatore:  Ivano Zanfi
- Allenatore in seconda:
- Meccanico: